# Laphriinae
Sous-famille
Synonymes
- Laphriidae[1]

Les Laphriinae, ou Laphriinés, sont une sous-famille d'insectes diptères prédateurs de la famille des Asilidae (mouches à toison).

## Liste des tribus et genres
Selon BioLib (21 mai 2019) :
- tribu Andrenosomini
  - genre Andrenosoma Rondani, 1856
  - genre Cerotainiops Curran, 1930
  - genre Pogonosoma Rondani, 1856
- tribu Atomosiini
  - genre Adelodus Hermann, 1912
  - genre Aphestia Schiner, 1866
  - genre Aphractia Artigas, Papavero & Serra, 1991
  - genre Atomosia Macquart, 1838
  - genre Atomosiella Wilcox, 1937
  - genre Atractocoma Artigas, 1970
  - genre Bromotheres Hull, 1962
  - genre Cenochromyia Hermann, 1912
  - genre Chymedax Hull, 1958
  - genre Cyanonedys Hermann, 1912
  - genre Goneccalypsis Hermann, 1912
  - genre Lycosimyia Hull, 1958
  - genre Tricella Daniels, 1975
- tribu Dasylechiini
  - genre Dasylechia Williston, 1907
- tribu Hoplistomerini
  - genre Hoplistomerus Macquart, 1838
- tribu Laphriini
  - genre Choerades Walker, 1851
  - genre Lampria Macquart, 1838
  - genre Laphria Meigen, 1803
  - genre Maira Schiner, 1866
  - genre Nusa Walker, 1851
  - genre Nyximyia Hull, 1962
- genre Afromelittodes Oldroyd & Bruggen, 1963
- genre Amathomyia Hermann, 1912
- genre Anoplothyrea De Meyere, 1914
- genre Anypodetus Hermann, 1907
- genre Aphistina Oldroyd, 1972
- genre Atoniomyia Hermann, 1912
- genre Atractia Macquart, 1838
- genre Automolina Hermann, 1912
- genre Bathropsis Hermann, 1912
- genre Borapisma Hull, 1958
- genre Centrolaphria Enderlein, 1914
- genre Cerotainia Schiner, 1866
- genre Clariola Kertész, 1901
- genre Cryptomerinx Enderlein, 1914
- genre Ctenota Loew, 1873
- genre Cyphomyiactia Artigas Papavero & Serra, 1991
- genre Dasyllis Loew, 1851
- genre Dissmeryngodes Hermann, 1912
- genre Epaphroditus Hermann, 1912
- genre Gerrolasius Hermann, 1920
- genre Hodites Hull, 1962
- genre Hybozelodes Hermann, 1912
- genre Hyperechia Schiner, 1866
- genre Ichneumolaphria Carrera, 1951
- genre Iucundus Kaletta, 1978
- genre Joartigasia Martinez & Martinez, 1974
- genre Josmayala Kaletta, 1978
- genre Katharma Oldroyd, 1959
- genre Laloides Oldroyd, 1972
- genre Lamprozona Loew, 1851
- genre Lamyra Loew, 1851
- genre Laphyctis Loew, 1858
- genre Laphystotes Oldroyd, 1974
- genre Laxenecera Macquart, 1838
- genre Loewinella Hermann, 1912
- genre Mactea Richter & Mamaev, 1976
- genre Nannolaphria Londt, 1977
- genre Neophoneus Williston, 1889
- genre Notiolaphria Londt, 1977
- genre Oidardis Hermann, 1912
- genre Opeatocerus Hermann, 1912
- genre Opocapsis Hull, 1962
- genre Orthogonis Hermann, 1914
- genre Pagidolaphria Hermann, 1914
- genre Paraloewinella Schumann, 1984
- genre Phellopteron Hull, 1962
- genre Pilica Curran, 1931
- genre Pilophoneus Londt, 1988
- genre Proagonistes Loew, 1858
- genre Protoloewinella Schumann, 1984 †
- genre Prytania Oldroyd, 1974
- genre Pseudonusa Joseph & Parui, 1989
- genre Rhatimomyia Lynch Arribálzaga, 1882
- genre Rhopalogaster Macquart, 1834
- genre Smeryngolaphria Hermann, 1912
- genre Stiphrolamyra Engel, 1928
- genre Storthyngomerus Hermann, 1919
- genre Strombocodia Hermann, 1912
- genre Systropalpus Hull, 1962